# Opposite Track Path
Opposite Track Path (OTP), zu deutsch etwa entgegengesetzte Bahn der Spur, ist ein Begriff aus der Terminologie im Bereich des optischen Speichermediums DVD. Gemeint ist damit ein Verfahren, das es dem Lesegerät (DVD-Spieler) ermöglicht, sehr schnell von der ersten zur zweiten Schicht (Layer) eines zweischichtigen (Double-Layer-)Mediums zu wechseln.
Bei einer zweischichtigen DVD mit OTP verläuft die Spur auf der ersten Schicht spiralförmig von innen nach außen (wie bei einer CD oder einschichtigen DVD), wohingegen die Spur der zweiten Schicht von außen nach innen verläuft (wie bei einer Schallplatte). Beide verlaufen so, dass die DVD zum Lesen beider Spuren in die gleiche Richtung drehen muss. Wenn die DVD sequenziell gelesen wird (was typischerweise passiert, wenn darauf enthaltenes Videomaterial wiedergegeben wird), ermöglicht es OTP dem Spieler, von einer zur anderen Schicht zu wechseln, ohne dass der Lesekopf dazu auf die Ausgangsposition im Innern des Mediums verfahren werden muss, um die Wiedergabe fortzusetzen.